# Жуковка (приток Нерли)
Жуковка — небольшая река в России, протекает по Ивановской области. Устье реки находится по левому берегу реки Нерль, у села Уреево Тейковского района. Исток реки — заболоченный овраг у деревни Голодово Тейковского района Ивановской области. Длина реки незначительна. Не судоходна.
Имеет приток у деревни Гари — р. Карнатка (Карнавка) (правый).
Вдоль русла реки расположены населённые пункты (от устья к истоку): Уреево, Хлебницы, Гари, Голодово.